# سلويد

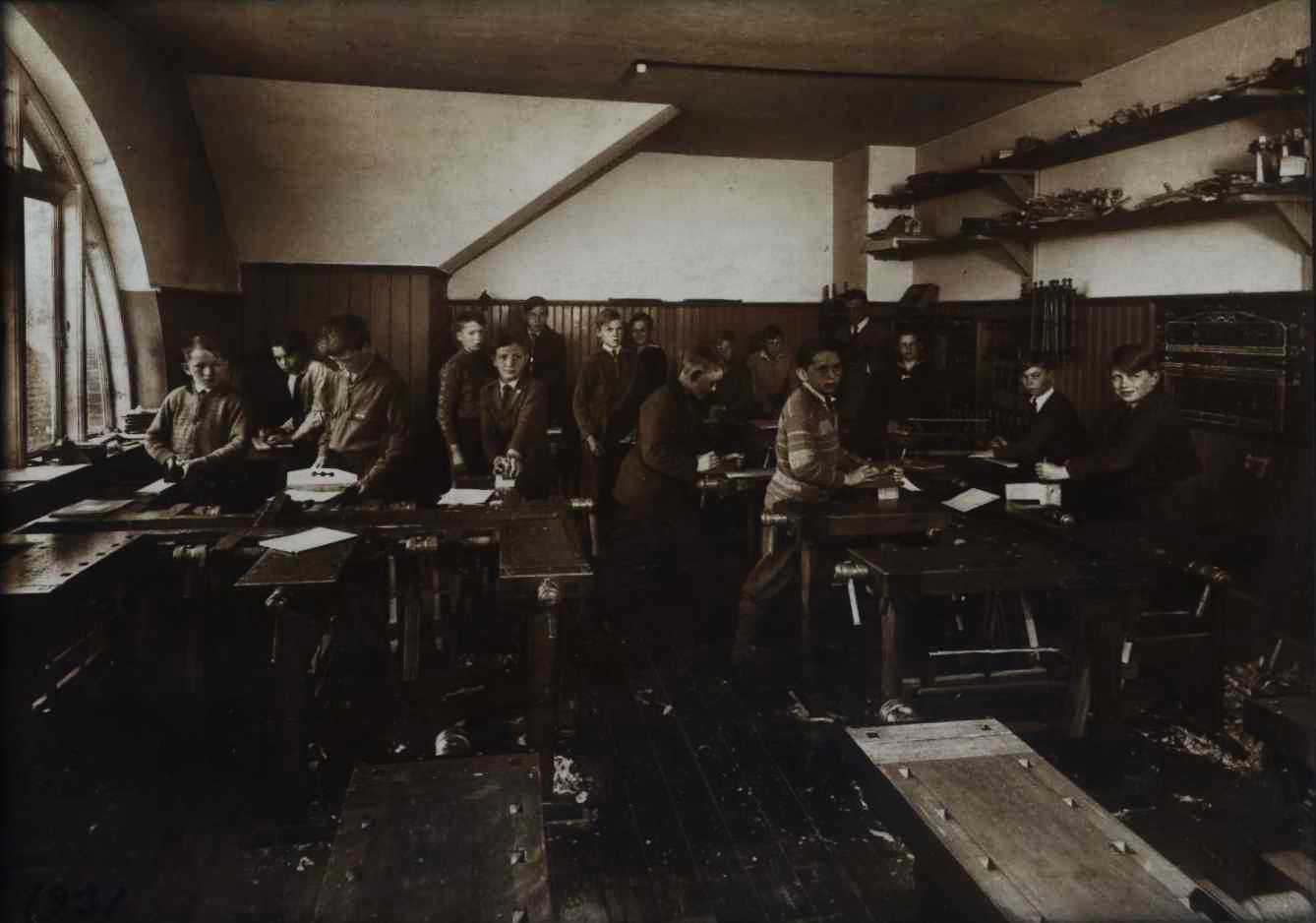
Woodwork room for teaching sloyd in Denmark, 1931

سلويد (ملاحظة 1) نظام تعليم قائم على الحرف اليدوية وضعه أونو سوغنيوس في فنلندا في عام 1865. وجرى التعمق في النظام وتعزيزه في جميع أنحاء العالم، بما في ذلك الولايات المتحدة، حتى أوائل القرن العشرين.

## هوامش
- ملاحظة 1 (بالفنلندية veisto، بالسويدية Slöjd ، بالنرويجية Sløyd، بالدنماركية Sløjd)